# Planum Boreum
Северное плато (лат. Planum Boreum) — равнина, расположенная на северном полюсе Марса. Она простирается на север примерно с 80° северной широты, а её центр находится примерно на 88,0° северной широты и 15,0° восточной долготы. Северное плато окружает Великая Северная равнина, которая простирается примерно на 1500 километров на юг.

## Характеристики
Главной особенностью Planum Boreum является большая трещина или каньон в полярной ледниковой шапке, названная «Каньон Северный». Он имеет ширину до 100 километров и уступы высотой до 2 километров. Planum Boreum является местом расположения Северной полярной шапки, которая состоит в основном из водяного льда и пыли (с поверхностным слоем ледяной двуокиси углерода толщиной в 1 метр, который образуется и удерживается здесь в течение зимнего периода). Объем этой шапки составляет 1,2 миллиона кубических километров и покрывает площадь, эквивалентную примерно 1,5 площади штата Техас. Ее радиус составляет около 600 км. Максимальная толщина шапки равна 3 километрам.